# Јерменски обред
Јерменски обред је независна литургија коју користе и Јерменска апостолска и Јерменска католичка црква.

## Литургија
Литургија је обликована по упутствима Светог Григорија Просветитеља, првог званичног поглавара и свеца заштитника Јерменске цркве. Цркве јерменског обреда имају завесу која скрива свештеника и олтар од народа током делова литургије, што је утицај из раних апостолских времена.
На редослед јерменског слављења евхаристије у почетку утичу сиријски и кападокијски хришћани, затим (од 5. века нове ере) Јерусалимци, па Византинци (око 10. века) и на крају Латини. Јермени су једина литургијска традиција која користи вино без додавања воде. Такође користе бесквасни хлеб за Евхаристију, што је била њихова историјска пракса.
Од свих анафора јерменског језика, једина која се тренутно користи је анафора Атанасија Александријског. Постала је стандардна анафора јерменске цркве пред крај 10. века и представља превод грчке верзије. У истраживањима се често приписује Григорију Богослову или старијој верзији јерменске анафоре Светог Василија или се види као састављени текст.